# Aleksandar Mladenović (giocatore di football americano)
Aleksandar Mladenović (18 dicembre 2001) è un giocatore di football americano serbo, che gioca nel ruolo di offensive lineman per i Beograd Vukovi.